# Skelmersdale United FC
Skelmersdale United Football Club is een Engelse voetbalclub uit Skelmersdale die uitkomt in de Northern Premier League West Division, het achtste niveau van het Engelse voetbal. De club speelt sinds 2004 haar thuiswedstrijden in het West Lancashire College Stadium, dat 2.500 toeschouwers kan herbergen.